# Осколково (Томская область)
Оско́лково — посёлок в Асиновском районе Томской области России. Входит в состав Новониколаевского сельского поселения.

## География
Посёлок находится в южной части Томской области, в пределах юго-восточной части Западно-Сибирской равнины, на левом берегу реки Чулым, на правом берегу реки Малая Юкса, на расстоянии примерно 59 км (по прямой) к северо-северо-западу (NNW) от города Асино, административного центра района. Абсолютная высота — 84 м над уровнем моря.

### Часовой пояс
Посёлок Осколково, как и вся Томская область, находится в часовой зоне МСК+4. Смещение применяемого времени относительно UTC составляет +7:00.

## История
Основан в 1914 году. По данным 1926 года в посёлке имелось 5 хозяйств и проживало 56 человек (в основном — русские). В административном отношении входил в состав Минаевского сельсовета Ново-Кусковского района Томского округа Сибирского края.

## Население
| 1926 | 1959 | 1970 | 1979 | 1989 | 2002 | 2010 |
| ---- | ---- | ---- | ---- | ---- | ---- | ---- |
| 56   | ↗98  | ↘50  | ↘25  | ↘9   | ↘7   | ↘2   |
| 2012 | 2013 | 2014 | 2015 | 2019 | 2021 |      |
| →2   | →2   | →2   | →2   | →2   | ↘0   |      |

### Гендерный состав
По данным Всероссийской переписи населения 2010 года, в гендерной структуре населения мужчины составляли 50 %, женщины — соответственно также 50 %.

### Национальный состав
Согласно результатам переписи 2002 года, в национальной структуре населения русские составляли 100 % из 7 чел.